# جمهورية
| أنظمة الحكم الجمهورية: |
| جمهوريات رئاسية برئاسة تنفيذية منفصلة عن الهيئة التشريعية جمهوريات شبه رئاسية برئاسة تنفيذية ورئيس منفصل للحكومة يقود بقية السلطة التنفيذية، والذي يُعينه الرئيس ويكون مسؤولاً أمام الهيئة التشريعية جمهوريات برلمانية ذات رئيس شرفي وغير تنفيذي، حيث يقود رئيس الحكومة السلطة التنفيذية ويعتمد على ثقة المجلس التشريعي جمهوريات يُنتخب أو يُسمى فيها رئيس للدولة وللحكومة من قبل الهيئة التشريعية وقد يخضع أو لا يخضع لثقة البرلمان جمهورية مستقلة عن المجلس، حيث يكون فيها الرئيس أو حكومة المديرين على رأس الحكومة وتنتخبه الهيئة التشريعية، ولكنه مستقل عنها وغير مسؤول أمامها جمهورية ثِيُقراطية، حيث يتمتع القائد الأعلى (أو المرشد الأعلى) بسلطة تنفيذية وتشريعية كبيرة |

| أنظمة الحكم الملكية: |
| ملكيات دستورية، مع عاهل شرفي وغير تنفيذي، حيث يقود رئيس منفصل للحكومة السلطة التنفيذية ملكيات شبه دستورية، مع عاهل يتمتع بسلطة تنفيذية أو تشريعية كبيرة ملكيات مطلقة، حيث تكون السلطة بيد العاهل |

| دول الحزب الواحد (جمهوريات من حيث المبدأ) دول ذات نظام المجلس العسكري: لجنة من القادة العسكريين تسيطر على الحكومة، دول عُلقت فيها الأحكام الدستورية الخاصة بالحكومة دول ذات حكومة مؤقتة: لا يوجد أي أساس دستوري محدد لأنظمتها الحالية الأقاليم التابعة أو الأماكن التي لا توجد بها حكومات |

الجمهورية هي نظام حكم يُختار فيه الحاكم (ويسمى عادة رئيس الجمهورية) من قبل الشعب بشكل مباشر كما هو الحال في اليمن والولايات المتحدة وتركيا ومصر، أو من قبل البرلمان المنتخب من الشعب كما هو الحال في العراق.
يمكن أن تتنوع تفاصيل تنظيم الحكم الجمهوري بشكل كبير. كما يدرس تنظيم الدولة ومن ضمنها الجمهورية في فروع النظرية السياسية والعلوم السياسية، حيث يستخدم مصطلح جمهورية فيها بشكل عام للإشارة للدولة التي تعتمد فيها القوة السياسية للدولة على الموافقة - التي تكون اسمية - للشعب المحكوم.

## رئاسة الدولة
في معظم الجمهوريات الحديثة يسمى رأس الدولة «رئيس». وفي الجمهوريات التي تكون ديمقراطية أيضا، يتم تعيين رأس الدولة نتيجة لانتخابات، قد تكون هذه الانتخابات غير مباشرة: حيث يقوم البرلمان منتخب من قبل الشعب باختيار رأس الدولة. وفي مثل هذا النظام يكون عادة فترة حكم الرئيس من 4 إلى 6 سنوات، وفي بعض البلدان يحدد الدستور عدد الدورات التي يسمح فيها لذات الشخص بأن ينتخب كرئيس.
إذا كان رئيس الجمهورية هو ذاته رئيس الحكومة، يسمى هذا النظام بالنظام الرئاسي (مثال: الولايات الأمريكية المتحدة). وفي الأنظمة شبه الرئاسية، يكون رئيس الدولة ليس ذاته رئيس الحكومة، وفي تلك الحالة يطلق على رئيس الحكومة اسم رئيس الوزراء. ويعتمد إذا ما كان للرئيس مهام محددة (مثال: دور استشاري في تشكيل الحكومة بعد الانتخابات)، يمكن أن يجعل ذلك من دور الرئيس شكليًا ودوره دور تكلفي واحتفالي. ويكون رئيس الوزراء مسؤولًا عن الإدارة السياسية والحكومة المركزية. وبالاعتماد على القواعد المتبعة لتعيين الرئيس وقائد الحكومة، يمكن لبعض هذه الدول أن يكون فيها وضع سياسي بحيث يكون لرئيس الدولة ولرئيس الوزراء انتماءات سياسية متضادة: ففي فرنسا، أصبح رئيس الدولة ذو انتماء سياسي مضاد لذلك الذي لأعضاء المجلس الوزاري، ويسمى هذا الوضع (بالإنجليزية: cohabitation)‏ أي التعايش أو الوجود المشترك. في دول كألمانيا والهند، يجب أن يكون الرئيس بالضرورة غير حزبي.
في بعض الدول، كسويسرا وسان مارينو، لا يكون رأس الدولة فرد واحد، ولكن مجلس أو لجنة من عدة أشخاص يشغلون ذلك المنصب. وكان للجمهورية الرومانية مستشاران، يعينان لمدة سنة من قبل مجلس الشيوخ. وخلال ذلك العام من الاستشارية، يكون كل من المستشاران راسا للدولة بشكل دوري ولمدة شهر، وبالتالي يتبادل المستشاران منصبي (بالإنجليزية: Consul maior)‏ (المستشار في موقع السلطة) ومنصب (بالإنجليزية: Consul suffectus)‏ (المستشار غير الحاكم، ولكن ببعض المراقبة على عمل المستشار في موقع السلطة) خلال فترة دورتهما المشتركة.
يمكن أن تكون قيادة الجمهوريات بيد رأس الدولة والذي له العديد من صفات الحاكم المطلق (الملك): ولا يقتصر الأمر فقط على أن بعض الجمهوريات تعين رئيسًا لها مدى حياته، وتعطي لمثل هذا الرئيس سلطة أكبر من المعتاد في الديمقراطيات التمثيلية، ومثال على ذلك الجمهورية العربية السورية في الفترة اللاحقة لتسعينات القرن الماضي، حيث ظهر أن الرئاسة الجمهورية يمكن أن تتحول إلى شكل وراثي. وعلى سبيل المثال يختلف المؤرخون عندما يطرح سؤال «متى تحولت الجمهورية الرومانية إلى إمبراطورية رومانية؟»، ويعود سبب هذا الخلاف إلى أن الأباطرة الرومان الأوائل أعطوا سلطة رئاسة الدولة تدريجيًا ضمن نظام حكومي لم يختلف كثيرًا عن ذلك الذي كان في الجمهورية الرومانية.
وبشكل مشابه، إذا أخذنا التعريف الفضفاض للجمهورية المذكور أعلاه («الجمهورية وبحسب تعريف فضفاض هي دولة أو بلد يقودها أناس لا يبنون قوتهم السياسية على أي مبدأ أو قوة خارج سيطرة أو إرادة سكان تلك الدولة أو البلد.»)، فإن دولًا تصنف عادة كدول ذات نظام حكم ملكي يمكن أن يكون لها العديد من الصفات المميزة للجمهوريات. فالقوة السياسية للملك قد تكون معدومة، ويكون محدودًا بوظيفة شعائرية احتفالية بحتة أو يمكن أن يمتد دور الشعب إلى حد إمكانهم تغيير ملكهم.
بالتالي الافتراض الذي يفترض عادة بعدم تداخل وتقاطع الملكية مع الجمهورية كأشكال للحكم لا يجوز أن يأخذ بشكل حرفي، وهو يعتمد وبشكل كبير على الظروف.
- المتسلطون (الأوتقراطيون) قد يحاولون تثبيت شرعيتهم بأن يدعوا أنفسهم رؤساء، ويطلقون على نظام الحكم في بلدهم اسم جمهوري بدلا من استخدام المصطلحات الملكية.
- للدول ذات النظام الديمقراطي التمثيلي فإنه وبشكل عام ليس هناك فرق كبير بين كون رأس الدولة ملكا أم رئيسا منتخبًا، وكذلك ليس هناك فرق كبير إذا ما كانت هذه الدول تدعو نفسها بالملكية أم بالجمهورية. عوامل أخرى، كالدين مثلا يمكن أن يكون علامة فارقة أكثر أهمية عندما يتعلق الأمر بمقارنة أشكال الحكم في الدول في الواقع العملي.

لهذا السبب، ضمن التعريفات المتعددة للجمهورية ضمن العلوم السياسية، والتي وضمن مثل هذا السياق تشير إلى شكل «مثالي» من الحكم، لا تستثني الملكية دائمًا.

## التاريخ
صحيحٌ أن مصطلح جمهورية نشأ وتطور في عصور اليونان وروما القديمة، كما ذكر أرسطو، لكن ثبت وجود تاريخٍ طويل للدول ذات الدساتير المتنوّعة، ليس فقط في اليونان بل في الشرق الأوسط أيضًا. بعد الفترة الكلاسيكية، وخلال القرون الوسطى، نشأت العديد من المُدن ذات السيادة، مثل مدينة البندقية.

### الجمهوريات الكلاسيكية
بكل تأكيد يختلف الشكل المعاصر للجمهورية عن أنواع الجمهوريات التي وُجدت في العالم القديم. ولكن كان هناك عددٌ من الدول في الفترة الكلاسيكية وما زال يُطلق عليها إلى اليوم تسمية جمهوريات. كان من هذه أثينا القديمة والجمهورية الرومانية. بسبب اختلاف طبيعة وهيكلية الحكم في هذه الدول عن مثيلاتها في عالمنا المعاصر، يوجد خلافٌ قائمٌ عن المدى الذي يصحّ فيه اعتبار الجمهوريات المنتمية للعصورة القديمة، وجمهوريات القرون الوسطى، والجمهوريات المعاصرة ذات امتدادٍ تاريخي متّصل.
على أيّ حال، فما لا خلاف فيه هو أنّ الفلسفة السياسية للجمهوريات القديمة تركت أثرًا على الفكر الجمهوري خلال القرون اللاحقة. ارتكز الفلاسفة والسياسيّون الداعون للنظام الجمهوري، مثل ميكيافيلي، ومونتسكيو، وآدامز، وماديسون على المصادر الإغريقية والرومانيّة، والتي أعطت وصفًا لعدّة أشكال من أنظمة الحكم.
عبر التاريخ، تعرّضت الجمهوريات الكلاسيكية للغزو الإمبراطوري الخارجي، أو تحوّلت هي نفسها إلى إمبراطوريات. ضمّت الإمبراطورية المقدونية التي بناها الإسكندر المقدوني معظم الجمهوريات الإغريقية.
بينما توسّعت الجمهورية الرومانية بشكلٍ هائل من خلال احتلالها لدول أخرى على البحر الأبيض المتوسط يُمكن اعتبارها جمهوريات، مثل قرطاج. وتحوّلت الجمهورية الرومانية إلى الإمبراطورية الرومانية.

### جمهوريات تاريخية أخرى
اعتُبر اتحاد بني إسرائيل خلال فترة القضاة قبل قيام مملكة إسرائيل الموحدة على أنه شكل من أشكال النظام الجمهوري.
في إفريقيا، انتظمت مملكة أكسوم في اتحاد محكومٍ بشكل جمهورية ملكية.
وكذلك الأمر في حالة شعب الإيغبو في نيجيريا الحالية.

### شبه القارة الهندية
تنحدرُ المؤسسات الجمهورية المبكّرة هنا من تجمّعات النسّاك والعبّاد المتديّنين غانا سانغا، والتي وُجدت على الغالب في القرن السادس قبل الميلاد على أبعد تقدير، وتواصلت في بعض مناطق الهند حتى القرن الرابع الميلادي. لا توجد مصادر تاريخية ثابتة بخصوص هذه الفترة. يذكر المؤرخ الإغريقي ديودور الصقلي، والذي كتب بعد قرنين من غزو الإسكندر المقدوني للهند، يذكر أنّ بعض الدول المستقلة والديمقراطية وجدت في الهند، دون أن يقدم تفاصيل أوفى.

### الكومنويلث الآيسلندي
في العام 930، أسس الكومنويلث الآيسلندي لاجئون من النرويج فرّوا من الحُكم الموحّد للبلاد تحت حُكم الملك هارالاد الأشقر. اشتمل الكومنويلث على عدّة قبائل يرأسها زعماء، وكان الألثينغي عبارة عن برلمان ومحكمة عليا للبتّ في النزاعات التي ترفعها إليها المحاكم الأدنى درجة، وحيث اتُّخذت القرارات ذات الأهمية الوطنية.

### الجمهوريات التجارية
في أواخر القرون الوسطى، ظهرت في أوروبا جمهوريات جديدة عندما اتخذت بعض الدويلات الصغيرة لنفسها نظام حكم جمهوري. كانت هذه عبارةَ عن دويلاتٍ تجارية صغيرة نسبيًا، ولكن ثرية، مثل الدويلات المدنية الإيطالية والرابطة الهانزيّة (شمال ألمانيا)، والتي كانت فيها طبقة التجار تتمتع بالسلطة. ازدهرت في أوروبا بأسرها طبقة التجّار التي نمت في المدن التجارية. رغم ثراء هؤلاء التجار، فهم لم يتمتعوا بأي سلطة في النظام الإقطاعي الذي هيمن عليه ملّاك الأراضي الريفيون، لذلك راح التجّار يدافعون عن امتيازاتهم وسلطاتهم المكتسبة حديثًا.
في الدول ذات أنظمة الحُكم المركزي، كفرنسا وإنجلترا، لم تُمنح المدن سوى دساتير محدودة النطاق. كان الأمر مختلفًا في الإمبراطورية الرومانية المقدسة، والتي كانت تُحكم بصورةٍ فضفاضة، إذ أصبحت 51 من أكبر المدن فيها إمبراطوريات حرّة (مدنًا ذات حكم ذاتي)، وتبنّى العديد منها نظام الحكم الجمهوري.

#### الجمهوريات التجارية خارج أوروبا
بعد انهيار سلطنة سلاجقة الروم وقيام إمارات الأناضول التركية، أنشأت الأخويّة التجارية آخي دولةً اتخذت من أنقرة مركزًا لها، يُنظر إليها أحيانًا على أنّها تشبه الجمهوريات التجارية في إيطاليا.

### الجمهوريات الكالفينية
في حين اعتمدت الجمهوريات في إيطاليا على أعمال الكتّاب الكلاسيكيّن كمصادر أيديولوجية أساسية لها، توجّه شمال أوروبا ناحية فكر الإصلاح البروتستانتي كمصدرٍ يبرّر إنشاء جمهوريات جديدة. كان من أهم هذه المصادر العقيدة الكالفينية، والتي تطوّرت ضمن الاتحاد السويسري، الذي كان أحد أكبر جمهوريات القرون الوسطى وأكثرها سطوةً. لم يدعُ جون كالفين إلى إلغاء نظام الحكم الملكيّ، ولكنه روّج لعقيدةٍ تُلزِم المؤمنين بالإطاحة بالحُكّام غير المؤمنين.
ظهر الترويج للجمهورية جليًّا في كتابات الهوغونوتيين خلال حروب فرنسا الدينية.
أدّت العقيدة الكالفينية دورًا كبيرًا في اندلاع الثورات الجمهورية في كلٍّ من إنجلترا وهولندا. خلال الثورة الهولندية، والتي بدأت في العام 1566، تأسست الجمهورية الهولندية كإعلان رفضٍ لحكم هابسبورغ الإسباني الملكي. استمرّت الجمهورية الهولندية اسميًا حتى العام 1795. في العام 1641، نشبت الحرب الأهلية الإنجليزية. قاد البيوريتانيّون الثورة على الملك بدعم مالي من تجّار لندن، ونجحوا في الإطاحة بالملك تشارلز الأول وإعدامه. كان الكومنويلث الجمهوري الإنجليزي قصير العهد، واستُعيدت الملكيّة خلال زمن قصير.

### الجمهوريات الليبرالية
تزامنًا مع هذه الثورات التي بدأت جمهوريةً، شهِدت أوروبا الحديثة المبكرة تصاعدًا في السلطة الملكية. حلّت فترة الملكية المطلقة محلّ الأنظمة الملكية ذات السلطة المحدودة غير المركزية والتي استمرّ وجودها طوال معظم سنوات القرون الوسطى. شهدت أوروبا ردة فعلٍ سلبية على السلطة المطلقة للملوك، وحفّز ذلك أيديولوجيا صارت تُعرف باسم الليبرالية، أسهم في إنتاجها عدد من الكتّاب والفلاسفة.
كان معظم مفكّري عصر النهضة يحبّذون أفكار الملكيّة الدستورية أكثر من ميلهم إلى الجمهوريات، لكن نظام حُكم كرومويل أفقدهم الإيمان بالجمهوريات، وشعر الكثير من المفكرين أنّ الجمهوريات لا بد وأنها تؤدّي إلى الفوضى أو الاستبداد.

## مواضيع متعلقة
- ديمقراطية
- ديكتاتورية
- ملكية